# Римский патерик
Патерик Римский — древнеславянский перевод сочинения папы Григория Двоеслова (ум. 604 г.) «Диалоги о жизни италийских отцов и о бессмертии души» (лат. Dialogi de vita et miraculis patrum Italicorum et de aeternitate animarum), выполненный в Болгарии не позднее конца X в.. Перевод был сделан с греческой версии этого сочинения, созданной в середине VIII в. папой римским Захарием. Оригинальное название славянского перевода, скорее всего, позднее. В жанровом отношении сочинение Григория Двоеслова было близко к патерикам, в связи с чем при бытовании на Руси (вероятно, в XV−XVI вв.) было названо патериком; уточнение "римский" ставило его в один ряд с бытовавшими на Руси патериками, называвшимися по географическому принципу (Синайский, Египетский, Киево-Печерский патерик и др.). В латинской и греческой версиях такое название не встречается.

## Время перевода
Относительно времени перевода «Диалогов» Григория Двоеслова за время их изучения высказывались разные гипотезы. На более раннем этапе (в исследованиях А. И. Соболевского и Ф. Мареша) предполагалось, что перевод был осуществлен в Моравии по инициативе Мефодия в 80-х гг. IX в.: именно он, согласно данной версии, подразумевается под «отеческими книгами», упомянутыми в числе выполненных Мефодием переводов в его житии. Позднейшие исследования позволили сделать другой вывод. Подготовивший критическое издание «Патерика Римского» К. Дидди показал, что количество и качество присутствующих в его тексте поздних языковых черт, связанных с "преславской" редакцией церковных книг, таково, что не могло быть внесено переписчиками и было свойственно языку самого переводчика. В связи с этим перевод был выполнен, вероятнее всего, в Болгарии при царе Симеоне.

## Рукописная традиция
«Патерик Римский» сохранился в древнерусских списках, значительно отстоящих хронологически от времени его перевода. Самая ранняя рукопись, содержащая только фрагменты из отдельных глав книги Григория, относится к концу XIV в.. Полный текст содержат рукописи XVI в., позволяющие судить о том, что на основе изначального полного перевода в более позднее время была создана сокращенная редакция текста. При редактировании последовательно устранялись различные несюжетные части: введения, вступления, рамочные элементы повествования.

## Качество перевода
По мнению А. И. Соболевского, в работе над славянской версией «Диалогов» участвовало два переводчика, перевод был выполнен достаточно небрежно, отличается излишним буквализмом и содержит ошибки. В частности, в ряде случаев переводчик принимал имена собственные за нарицательные и переводил их: имена греч. Βουκόλος и греч. Θεόπρεπος переведены в соответствии с значением греческих слов как пастух и боголепен, название города греч. Σπολήτης принято за близкое по звучанию греч. πολίτης и переведено как гражданин. К. Дидди также характеризует работу переводчика как поспешную и небрежную.
Первый переводчик выполнил основную часть работы, а второй перевел только фрагмент последней из четырех книг "Диалогов". Этот фрагмент переведён более свободно: допускаются отступления от оригинала и пропуск различных по объему отрезков текста. В языковом отношении часть текста, переведенная вторым книжником, отличается более сильным влиянием восточноболгарских диалектов.